# HMS Rochester (L50)
«Рочестер» (англ. HMS Rochester (L50) — військовий корабель, шлюп типу «Шоргам» Королівського військово-морського флоту Великої Британії за часів Другої світової війни.
Корабель брав активну участь у бойових діях на морі в Другій світовій війні, бився у Північній Атлантиці, біля берегів Франції, Англії, Норвегії, Північної Африки, супроводжував атлантичні конвої. В ході війни служив у ескортних групах супроводу транспортних конвоїв та був успішним протичовновим кораблем, на рахунку якого знищення п'яти підводних човнів: U-26, U-204, U-82, U-213 і U-135. За проявлену мужність та стійкість у боях бойовий корабель заохочений трьома бойовими відзнаками.

## Історія створення
Шлюп «Рочестер» був закладений 24 листопада 1930 року на верфі Chatham Dockyard у Чатемі. 16 липня 1931 року він був спущений на воду, а 24 березня 1932 року увійшов до складу Королівських ВМС Великої Британії.

## Історія служби
1 липня 1940 року німецький підводний човен типу I U-26 був сильно пошкоджений глибинними бомбами британського корвета «Гладіолус» та згодом потоплений австралійським літаючим човном «Сандерленд» 10-ї ескадрильї. Щоб човен не потрапив до рук ворога, командир наказав потопити його. Всі 48 членів екіпажу були врятовані шлюпом «Рочестер» і взяті в полон.
З 7 по 9 травня «Рочестер» разом з есмінцями «Бульдог», «Бродвей» та «Амазон» контратакували німецькі підводні човни U-94, U-110 та U-201, коли ті здійснювали напад на транспортні та вантажні судна.
19 жовтня 1941 року шлюп разом з «Маллоу» потопив німецький підводний човен U-204 з усім екіпажем у Гібралтарській протоці.
6 лютого 1942 року поблизу Азорських островів «Рочестер» у взаємодії з корветом «Тамаріск» потопив німецький ПЧ U-82.
31 липня британські шлюпи «Ерн», «Рочестер» і «Сендвіч» виявили на схід від Азорських островів німецький човен U-213, який був атакований та потоплений; загинули усі 50 членів екіпажу.
15 липня 1943 року західніше Тарфаї, діючи разом з британськими кораблями «Бальзам» і «Мінонет» та американським літаком-амфібією PBY «Каталіна» «Рочестер» потопив U-135.